# Adolf Freiburghaus
Adolf „Dolfi“ Freiburghaus (* 27. März 1910; † 20. April 1974 in Genf) war ein Schweizer Skilangläufer.

## Karriere
Freiburghaus nahm an den Olympischen Winterspielen 1936 in Garmisch-Partenkirchen teil. Im Skilanglauf-Wettbewerb über 18 Kilometer belegte er den 40. Platz. Ein Erfolg war der sechste Platz beim FIS-50-km-Langlauf in Cortina d’Ampezzo, nach den finnischen und schwedischen Läufern. Bei Schweizer Meisterschaften siegte er dreimal mit der Staffel vom SC Chaux-de-Fonds (1937–1939) und jeweils einmal über 17 km (1935) und 50 km (1943).